# 哈通烏塞羅山 (蒂克拉卡揚區)
10°28′22″S 76°03′56″W / 10.47278°S 76.06556°W
哈通烏塞羅山（Hatun Ukru），是秘魯的山峰，位於該國中部帕斯科大區，由帕斯科省的蒂克拉卡揚區負責管轄，屬於安地斯山脈的一部分，海拔高度4,650米。